# غورابو
غواربو (بالفرنسية: Gorabous)‏ هي مدينة تقع في جنوب غربي جيبوتي. ومن البلدات والقرى القريبة عليها دخيل ويوبوكي.